# 白禮頓格蘭德酒店
白禮頓格蘭德酒店（英語：The Grand Brighton Hotel）是英國英格蘭南海岸城市白禮頓的一座海濱酒店。這座酒店修建於維多利亞時代，設計者是小約翰·懷特科德，修建於1864年。白禮頓格蘭德酒店接待過眾多來訪白禮頓的上流階級人士，現在仍然是白禮頓最昂貴的酒店之一。
1984年保守黨大會時，臨時愛爾蘭共和軍在這座酒店發動爆炸，試圖暗殺英國首相戴卓爾夫人。

## 歷史
白禮頓格蘭德酒店由建築家小約翰·懷特科德設計，修建於1864年。酒店位置在西砲台的原址上，西砲台是白禮頓18世紀海岸防禦工事之一。這座酒店為來訪布赖顿和霍夫的上層階級而修建，並且仍然是這座城市最昂貴的酒店之一。酒店在工程上亦居於當時的先端，擁有液壓動力的電梯（由屋頂的儲水池提供動力）。這座電梯也是英國倫敦以外地區的第一座電梯，當時英國除此之外僅有兩座電梯。建築本身則是維多利亞時代意大利風格建築的範例之一。

### 1984年爆炸案
1984年10月12日凌晨，臨時愛爾蘭共和軍（IRA）在該酒店發動爆炸，試圖暗殺英國首相戴卓爾夫人。炸彈在早晨2:51爆炸，於三週之前隱藏在629號客房的浴室面板後方。
戴卓爾夫人在爆炸案中倖免於難，但有五人在事件中遇害，包括英國政府首席黨鞭約翰·韋翰的妻子羅伯塔·韋翰（Roberta Wakeham），以及保守黨國會議員安東尼·貝瑞。內閣成員譚百德和他的妻子瑪格麗特（Margaret）都在爆炸中受傷，他的妻子因此癱瘓。戴卓爾夫人無視爆炸影響，堅持在翌日正常開會，並按計劃發表演講。
酒店在1986年8月28日重新開業，戴卓爾夫人出席了重新開業的儀式，並發表演講。协和式客机從酒店南面低空飛過，慶祝酒店再次開業。

### 20世紀-現今
白禮頓格蘭德飯店自1990年代開始屬於De Vere集團。De Vere集團對酒店進行了耗資數百萬英鎊的翻新，並在2013年完成。
2011年10月15日，白禮頓格蘭德飯店入選白禮頓星光大道，成為白禮頓第三座獲得星光大道委員會承認的建築。這座酒店接待過眾多名人。ABBA在1974年歐洲歌唱大賽憑藉《滑鐵盧》一曲奪冠之後，曾在這座酒店二層的拿破崙套房舉辦派對
DeVere集團在2014年出售了這座酒店。

## 設施
白禮頓格蘭德酒店有201個客房，包括8個單人間、115個標準雙人間、31個海景雙人間、42個豪華海景間和4個海景套房（包括總統套房）。酒店提供可容納1,000人的會議設施。皇后套房是英國最大的朝海的會場，可以容納1,000人。這間套房通常和酒店的攝政廳（在維多利亞時代是圖書館）和二層的套間一併用作婚禮場地。
白禮頓格蘭德酒店也是Cyan餐廳和酒吧的所在地。這座餐廳全天營業，中央吧台區有一歷史達155年的大理石柱。

## 管理
酒店的現任經理是安德魯·莫斯利（Andrew Mosley）。他在2010年加入酒店。
白禮頓格蘭德酒店因其行業頂尖的員工激勵管理而受到好評。在The Caterer舉辦的2019年Cateys頒獎典禮上，該酒店獲得「英國酒店業最佳雇主獎」。

### 文獻目錄
- Antram, Nicholas; Morrice, Richard. . Pevsner Architectural Guides. London: Yale University Press. 2008. ISBN 978-0-300-12661-7.
- Collis, Rose. . (based on the original by Tim Carder) 1st. Brighton: Brighton & Hove Libraries. 2010. ISBN 978-0-9564664-0-2.

## 外部連結
- 官方网站
- DeVere Hotels page （页面存档备份，存于）